# Petrochelidon perdita
Petrochelidon perdita là một loài chim trong họ Hirundinidae.